# Pétrole léger de réservoirs étanches
Le pétrole léger de réservoirs étanches (ou pétrole de réservoirs étanches, en anglais light tight oil ou tight oil) est un pétrole tiré de gisements de roches à très faible porosité, c'est-à-dire dont la perméabilité est très faible. Le pétrole de schiste (parfois appelé pétrole de shale) en est un type. L'exploitation économique des réservoir étanches demande le même type de technologie de fracturation hydraulique que la production de gaz de schiste.
Avec les sables bitumineux (oil sands) et les pétroles extra-lourds (extra-heavy oil), le pétrole léger de réservoirs étanches fait partie des types de pétrole non conventionnel, parmi d'autres. Le développement des extractions de pétrole non conventionnel sont stimulées par l'industrie du pétrole pour tenter de pallier le déclin de production du pétrole conventionnel.